# Mikel Oyarzabal
Mikel Oyarzabal Ugarte (ur. 21 kwietnia 1997 w Eibarze) – hiszpański piłkarz występujący na pozycji pomocnika w hiszpańskim klubie Real Sociedad oraz w reprezentacji Hiszpanii. Zwycięzca Mistrzostw Europy 2024. Uczestnik Mistrzostw Europy 2020.

## Kariera reprezentacyjna
W reprezentacji Hiszpanii zadebiutował 29 maja 2016 w wygranym 3:1 meczu z Bośnią i Hercegowiną. 14 lipca 2024 w finale Mistrzostw Europy 2024 przeciwko Anglii w 86' minucie spotkania strzelił zwycięskiego gola na 2:1 zapewniając Hiszpanii czwarty tytuł Mistrza Europy.

## Sukcesy

### Klubowe

#### Real Sociedad
- Puchar Hiszpanii: 2019/20

### Reprezentacyjne
- Złoty medal Mistrzostw Europy 2024

#### Hiszpania U-21
- Mistrzostw Europy U-21: 2019[4]

#### Indywidualne
- Gracz miesiąca La Liga: Październik 2020[5], Marzec 2024[6] (wraz z Mikelem Merino)